# José María del Carril
José María del Carril (Mercedes, Uruguay, diciembre de 1836 - San Juan, Argentina, 12 de junio de 1874) fue un político argentino nacido en Uruguay, que ejerció el cargo de gobernador de la provincia de San Juan.

## Biografía
Hijo del exgobernador sanjuanino Salvador María del Carril, que estaba exiliado en el Uruguay, hizo sus estudios en Montevideo, completándolos en Europa. Regresó a la Argentina poco después de la batalla de Caseros, y vivió un tiempo con su padre en Paraná, donde este era vicepresidente de la Confederación Argentina.
En 1856 se estableció en San Juan, provincia de origen de su familia, y se dedicó a la política. Tuvo una actuación secundaria en las crisis de los años 1858 al 1861 en su provincia, en que fueron asesinados tres gobernadores, y el gobierno fue intervenido por dos veces por el gobierno federal, en ambas oportunidades con violencia. En 1862 fue elegido diputado provincial y apoyó al gobierno de Domingo Faustino Sarmiento, llegando a ser presidente de la Legislatura. Fundó el periódico La Voz de Mayo.
Desde 1864 fue ministro de gobierno del gobernador Camilo Rojo; como éste era un militar sin aspiraciones políticas, fue Del Carril quien dirigió la acción política de su período. Durante su gobierno se produjo la invasión de los federales, tras la Revolución de los Colorados en Mendoza. Tanto el gobernador como Del Carril huyeron a La Rioja, y de allí a Córdoba.
Regresó a San Juan con la derrota de los Colorados, pero apenas alcanzó a firmar algunos documentos, porque Rojo renunció en agosto. Fue un firme opositor del sucesor de éste, Manuel José Zavalla, y fue uno de los dirigentes de la oposición que le hizo la legislatura. Apoyó el gobierno del interino Ruperto Godoy, y fue elegido gobernador en agosto de 1869.
Creó el Banco de Cuyo, levantó algunos templos, edificó el edificio de tribunales provinciales, el mercado público, renovó las defensas contra las inundaciones del río San Juan, estableció minas en la cordillera, y creó algunas escuelas nuevas.
Debió hacer frente a dos grupos de conspiradores, enemigos de su gobierno, uno federal y otro liberal. Los exgobernadores Rojo y Zavalla dirigieron la oposición mitrista y estuvieron a punto de lanzar una revolución armada. En su defensa, Del Carril suspendió varios derechos civiles y los arrestó sin juicio, hasta que se sintió lo bastante fuerte para enjuiciarlos en público.
La otra oposición la dirigía el caudillo federal Santos Guayama, que quiso aprovechar las divisiones entre los "liberales" para intentar apoderarse de San Juan. Logró ocupar Caucete, pero el propio gobernador lo venció en combate, capturando a su segundo Abdón Fernández, que murió por heridas de guerra.
En febrero de 1871, Del Carril partió hacia Córdoba a la exposición nacional, con la idea de seguir viaje a Buenos Aires, a conferenciar con el presidente Sarmiento. Pero como la inauguración de la exposición fue suspendida por unos meses, se fue a la capital, donde su padre le aconsejó presentar la renuncia, cosa que hizo en el mes de mayo.
Casi enseguida fue elegido senador nacional, y su principal preocupación fue extender el ferrocarril a su provincia, cosa que no se lograría por largo tiempo. Sintiéndose enfermo, regresó a San Juan, donde falleció en junio de 1874.